# Alberto Fernández
Pour les articles homonymes, voir Alberto Fernández (homonymie) et Fernández.
Alberto Ángel Fernández, né le 2 avril 1959 à Buenos Aires, est un homme d'État argentin. Il est président de la Nation argentine de 2019 à 2023.
Diplômé de l’université de Buenos Aires en 1983, il exerce comme juge assesseur dans la circonscription judiciaire fédérale de San Isidro et fait ses premiers pas en politique sous l’égide d’Alberto Asseff, chef du Parti nationaliste constitutionnel, parvenant à se hisser à la tête de la section de jeunesse de ce parti.
Sous le gouvernement de Raúl Alfonsín, il occupe le poste de rapporteur-directeur et de sous-directeur des Affaires juridiques du ministère de l’Économie. Entre 1989 et 1995, il est à la tête de la Surintendance des assurances (Superintendencia de Seguros), organisme chargé de réguler et surveiller les activités d’assurance en Argentine. En 1996, il travaille, sous le mandat d'Eduardo Duhalde, comme fonctionnaire au gouvernement du district fédéral de Buenos Aires, d’abord comme président de Gerenciar S.A., puis comme vice-président du groupe bancaire Bapro jusqu’en 1999. Il fonde le groupe Calafate, cercle de réflexion au nom duquel il appuie d’abord la candidature présidentielle de Duhalde en 1999, en tant que trésorier, et ensuite celle de Néstor Kirchner en 2003, cette fois au titre de directeur de campagne. En 2000, il est élu à l’Assemblée législative de Buenos Aires, sous les couleurs de l’alliance électorale Acción por la República (es) de l’ancien ministre de l’Économie Domingo Cavallo.
Après la victoire de Kirchner, Alberto Fernández est nommé le 25 mai 2003 chef de cabinet, fonction qu’il conserve après l’accession à la présidence, le 10 décembre 2007, de celle qui avait été Première dame, Cristina Fernández de Kirchner. Sept mois plus tard, en juillet 2008, il démissionne en raison de la crise rurale consécutive à la hausse des prélèvements sur les exportations agricoles qui provoque une grève patronale agricole de 129 jours.
Après sa démission, il devient opposant au kirchnerisme, défendant certes le mandat de Néstor Kirchner, mais critiquant les mesures prises par le gouvernement de son successeur Cristina Kirchner. Il participe en 2013 à la campagne du Frente Renovador (es) de Sergio Massa, ancien chef de cabinet, pour la candidature de celui-ci à un siège de député national, et en 2015, en faveur de sa candidature à la présidence. En 2017, Alberto Fernández s’engage comme chef de campagne de Florencio Randazzo (es), ancien ministre de l’Intérieur, qui briguait alors un siège de sénateur national.
Avec Cristina Fernández de Kirchner comme vice-présidente et sous l’étiquette du Frente de Todos, il est élu président de la Nation argentine au premier tour de l'élection présidentielle de 2019, face au président sortant Mauricio Macri. Son bilan est marqué par la légalisation de l'avortement, l'adhésion de l'Argentine aux BRICS et la poursuite de la crise économique (inflation de près de 150 % à la fin de son mandat et un taux de pauvreté de plus de 40 %). Devenu très impopulaire, il n'est pas candidat à sa réélection et le libertarien d'extrême droite Javier Milei lui succède.

## Biographie

### Jeunes années
Alberto Ángel Fernández voit le jour le 2 avril 1959 à Buenos Aires, dans le quartier de Villa del Parque. Son père biologique est Alberto Oscar Pío Fernández (1915-1980), qu’il voit rarement. Celui-ci est le fils de Vicente Alberto Fernández Cruz (1886-1944) et Sara Catalina Cámara Carranza (1896-1953). La demi-sœur aînée d'Alberto Fernández est Marta Sara Fernández (1953). Son père adoptif, Carlos Galíndez, avec qui sa mère, Celia Pérez, s'était mariée en secondes noces et qu’il tient pour son véritable père, était juge fédéral et s’occupe d’élever l’enfant dès ses deux ans. Son grand-père, Manuel Galíndez, a été sénateur provincial de La Rioja sous l’étiquette de l’Union civique radicale (UCR). Il suit l’enseignement primaire à l’école República de Mexico jusqu’au 5e degré, puis le reste à l’école publique Avelino Herrera. À 14 ans, son ami Carlos López l’incite à étudier la guitare avec le chanteur Litto Nebbia, et Fernández réussira à composer quelques chansons et à se produire dans des estaminets tels que El Corralón.
À l’issue de ses études secondaires au collège Mariano Moreno de sa ville natale, il fait des études de droit à l’université de Buenos Aires (UBA), et obtient en 1983 son diplôme d’avocat avec une note moyenne de 7,80. Il est nommé professeur adjoint à la chaire de droit pénal et de procédure pénale, dont le titulaire était l’ancien procureur général fédéral Esteban Righi. Il est depuis 1985 enseignant à l’UBA, chargé du cours Théorie générale du délit et système pénal. Il épouse Marcela Luchetti, avec qui il eut en 1995 un fils, Estanislao, mais dont il divorce en 2005. Il vit depuis 2014 en couple avec la journaliste et actrice Fabiola Yáñez.
Alors qu’il étudiait le droit, son oncle maternel Antonio Pérez, ancien photographe personnel de Juan Perón, l’exhorte à adhérer au Parti nationaliste constitutionnel (es), fondé par Alberto Asseff en 1982, où Fernández joue un rôle très actif dans la section de jeunesse du parti, section dont il devient le président en 1983. Il s’y signale notamment comme orateur et comme concepteur de l’affiche de campagne en vue des élections présidentielles de 1983. Cette même année, il s’affilia au Parti justicialiste.
Dans la décennie 1980, Fernández est juge assesseur dans la circonscription judiciaire fédérale de San Isidro, que dirigeait alors le juge Alberto Piotti (es). Piotti est celui qui eut à connaître de l’affaire Puccio (es) impliquant une famille de San Isidro qui entre 1982 et 1985 assassina trois personnes et garda captive une quatrième. Les accusés n’ayant pas d’avocat, l’État leur en assigne un d’office, par tirage au sort, parmi les juges assesseurs. Il revient à Fernández de défendre Guillermo Fernández Laborde, ami de la famille Puccio, qui avoue avoir assassiné deux des victimes, et assure sa défense jusqu’à ce que l’accusé choisisse un avocat.

### Débuts en politique

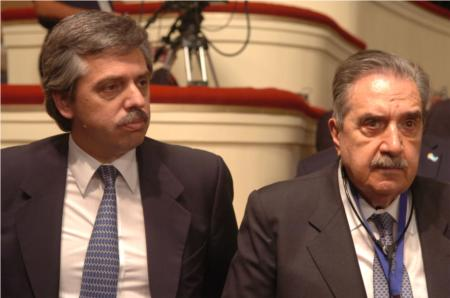
Alberto Fernández, à ce moment chef de cabinet, au côté de Raúl Alfonsín. Sous la présidence de ce dernier, Fernández travaille comme sous-directeur des Affaires juridiques au ministère de l’Économie.

En 1985, pendant le gouvernement de Raúl Alfonsín, Fernández est sous-directeur général des Affaires juridiques au ministère de l’Économie, sous la direction de Juan Vital Sourrouille (es). Il remplit la fonction d’assesseur auprès du Conseil de délibération (assemblée législative unicamérale, dite aussi Législature) de la ville de Buenos Aires et de la Chambre des députés.
En 1989, il est nommé surintendant des Assurances de la Nation (c’est-à-dire à la tête de l’organe fédéral de contrôle et de régulation des activités d'assurance en Argentine), poste qu’il occupera jusque 1995, soit six mois avant la démission du ministre de l’Économie Domingo Cavallo. Il est président de l'Association des surintendants des assurances d’Amérique latine entre 1989 et 1992, cofondateur de l'Association internationale des superviseurs d’assurances, négociateur pour l’Argentine lors du Cycle d'Uruguay de l’Accord général sur les tarifs douaniers et le commerce (GATT) et au sein du groupe Services financiers du Mercosur, et expert en assurances de l’Association latino-américaine d’intégration (Aladi).
En 1996, sous le mandat d’Eduardo Duhalde, il est désigné président de la société Gerenciar Proyectos y Administración Sociedad Anónima, dépendant de Banco Provincia de Buenos Aires, qui offre des services de transparence dans les affaires. En 1997, ces entreprises, dont l’actionnaire et le gestionnaire était Banco Provincia, s’organisent en holding, le groupe Bapro, dont le premier président sera l’ancien titulaire de la banque, Rodolfo Frigeri (es). Fernández exerce entre le 11 décembre 1997 et le 22 décembre 1999 la fonction de vice-président, et, jusqu’à sa démission le 1er juillet 2000, celle de l’un des directeurs.
En 1998, il est choisi comme trésorier de la campagne présidentielle d’Eduardo Duhalde pour l'élection présidentielle de 1999, où cependant celui-ci sera battu par le candidat de l'Alliance pour le travail, la justice et l’éducation, Fernando de la Rúa. Durant cette même période, il fonde, conjointement avec Cristina Fernández de Kirchner, Esteban Righi, Eduardo Valdés (es), Carlos Tomada (es) et Julio Bárbaro, entre autres, le groupe Calafate, cercle de réflexion s’autoqualifiant de progressiste, destiné à faire barrage à la réélection du président alors en exercice, Carlos Menem, et qui appuya d’abord la candidature présidentielle d’Eduardo Duhalde, puis celle de Néstor Kirchner, lequel nomme alors Alberto Fernández directeur de campagne. En 1999, il prend la direction du Programme de transparence dans les organisations publiques et privées de l’université de Buenos Aires.
En 1999, il est pré-candidat au poste de vice-chef de gouvernement de la ville de Buenos Aires, en tandem avec Jorge Argüello (es), alors législateur de Buenos Aires, cependant la candidature du Parti justicialiste perd le scrutin face à l’ancien ministre (fédéral) de la Justice Raúl Granillo Ocampo (es). Aux élections provinciales de 2000, Fernández est élu législateur de Buenos Aires, sous la bannière de l’alliance électorale Acción por la República/Encuentro por la Ciudad, emmenée, au titre de candidat chef de gouvernement, par Domingo Cavallo, qui se classe deuxième avec 33,20 % des voix.

### Chef de cabinet ministériel

#### Sous le mandat de Néstor Kirchner (2003-2007)
Après la prise de fonction de Néstor Kirchner comme président de la Nation le 25 mai 2003, Fernández est nommé chef de cabinet, tandis que son siège à la Chambre législative (Législature) de la ville de Buenos Aires échoit à l’actrice Elena Cruz (es), qui avait approuvé par ses déclarations la dictature militaire autodénommée « Processus de réorganisation nationale » (Elena Cruz fera l’objet d’une requête d’exclusion à l’initiative de quelques fractions politiques, requête toutefois rejetée par 21 voix contre 10 et 13 abstentions, ce qui lui permet de prêter serment le 18 septembre 2003 et d’entamer son mandat). Son vice-chef de cabinet était l’ancien titulaire de la Casa de la Moneda, Juan Carlos Pezoa (es). Le président Kirchner transféra vers les services du chef de cabinet le secrétariat aux Médias, dont l'entrepreneur de la publicité Enrique Albistur avait été nommé directeur. Parmi les premières mesures prises par le gouvernement de Kirchner, on relève en particulier le renouvellement du personnel au sommet des Forces armées, au moyen du limogeage de 75 % de ses membres, de même que des hautes instances de la Police fédérale argentine (es), Fernández déclarant à cette occasion que le président souhaitait une « permutation générationnelle » (recambio generacional). En outre, il demande au Congrès national de permettre le jugement politique de membres de la Cour suprême de justice, indiquant « n’avoir pas l’intention de négocier quelque verdict que ce soit avec (le président de ladite Cour) Julio Nazareno (es) en échange de l’impunité »,. Finalement, le 27 juin, Nazareno démissionne avant que la Chambre des députés ne vote la requête de mise en jugement politique pour forfaiture dans l’exercice de sa fonction, et fut remplacé par Eugenio Zaffaroni (es).
En 2003, la ville de Santa Fe est frappée par des inondations à la suite des crues du río Salado, ce qui nécessite d’évacuer quelque 150 000 personnes. Il est décidé d’octroyer des subsides et d’augmenter à 300 pesos argentins les pensions et retraites des victimes. En politique extérieure, Fernández déclare que « la politique extérieure argentine devait être ouverte au monde entier et prendre pour épicentre le Brésil », et a un entretien avec Horst Köhler, alors président du Fonds monétaire international, à qui il signifie que « l’Argentine [avait] rempli et dépassé les objectifs qu’elle s’était proposés et qui lui avaient été demandés par le FMI ».
Le 25 juin 2003, il présente son premier rapport d’action politique devant le Congrès, en l’occurrence devant le Sénat, sollicitant « un travail conjoint entre le gouvernement et le Parlement » afin de « construire un État intelligent ».
Le 17 octobre 2003, la députée Elisa Carrió accuse le gouvernement d’exercer des « pressions sur la presse » dans le but d’empêcher que soit diffusé dans l’émission télévisée de Jorge Lanata, Día D, un rapport sur de supposées irrégularités dans la gestion du PAMI (Programa de Atención Médica Integral, système de couverture sociale à l’intention des anciens combattants des Malouines), accusation rejetée par Fernández,.
Le 14 novembre 2003, le Congrès approuve la loi budgétaire 2004, qui comportait la possibilité d’accorder désormais au chef de cabinet le pouvoir de restructurer certaines parties du budget, lesquelles cessaient ainsi de tomber sous le coup de la loi sur l’administration financière de l’État. Le 20 novembre, Fernández, aux côtés du ministre de la Planification fédérale, Julio de Vido (es), annonce la résiliation du contrat de concession de Correo Argentino (services postaux) au groupe Macri, au motif de non versement de sommes dues à l’État et à des créanciers privés.
En avril 2004, en raison de la pénurie de gaz naturel, le gouvernement argentin signe une convention avec la Bolivie prévoyant l’importation de gaz en contrepartie de la suspension de l’exportation de gaz à des pays tiers, dont le Chili. Le président du Chili, Ricardo Lagos, critiqua cette décision, à quoi Fernández répliqua en signalant qu’il « y a beaucoup de confusion dans le gouvernement du Chili. Pour vendre du gaz au Chili, la loi argentine dit qu’il faut pourvoir d’abord à la demande intérieure, ce qui n’est pas le cas en ce moment ». Finalement, le gouvernement argentin élabora un plan visant à augmenter la capacité de transport et de distribution de gaz naturel, à achever l’extension de la centrale nucléaire Atucha II, et à créer l’entreprise publique ENARSA (acronyme de Energía Argentina S.A.).

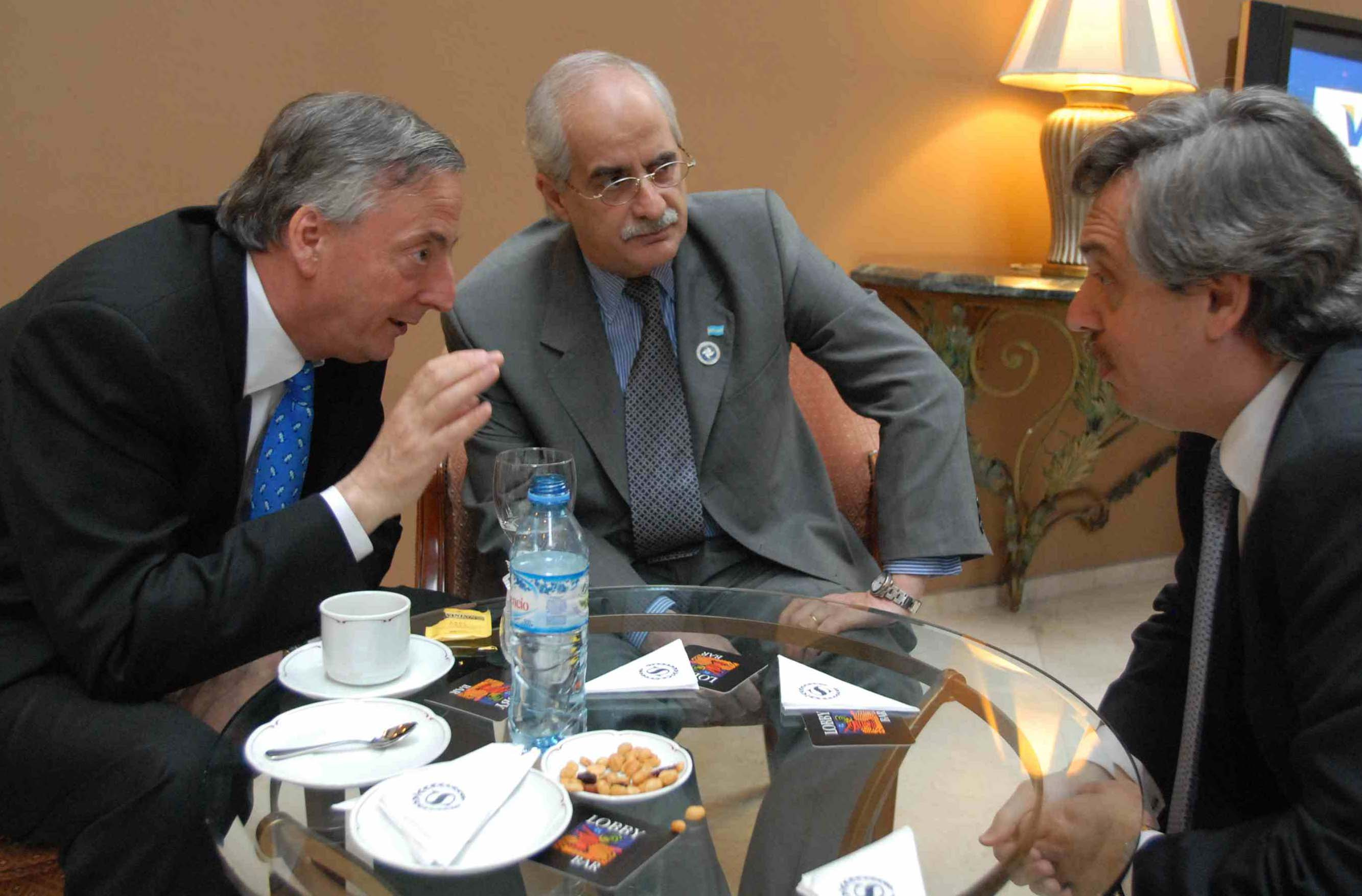
Le président Néstor Kirchner en concertation avec le chancelier (ministre des Affaires étrangères) Jorge Taiana et le chef de cabinet Alberto Fernández en 2007.

En mai 2004, la production de la chaîne de télévision publique Canal 7 Argentina supprime de sa programmation les émissions Los siete locos et El refugio de la cultura, conduites respectivement par Cristina Mucci et Osvaldo Quiroga. À l’issue de la polémique qui s’ensuivit, Fernández reconnait que c'était une erreur et accepte que les deux émissions retournent à l’antenne, affirmant par ailleurs que « la culture est un sujet qui préoccupe, et grandement » le gouvernement.
Dans la nuit du 25 juin 2004, le piquetero Martín Oso (« ours ») Cisneros, du restaurant Los Pibes situé dans le quartier portègne de La Boca, est assassiné par un délinquant protégé par la police fédérale. En guise de protestation, des piqueteros de la fédération Tierra y Vivienda, dirigée par Luis D'Elía (es), occupèrent le commissariat 24 de la Police fédérale à La Boca. Le gouvernement de Kirchner opta pour une non-intervention policière dans les protestations sociales, eu égard au précédent du massacre d’Avellaneda (es) en 2002. Face à la montée de l’agitation sociale, Fernández déclare : « Nous vivons dans un pays où les gouvernements et les gouvernants ont été systématiquement accusés de réprimer. Aujourd’hui, il s’est passé que le commissariat a été repris en mains et que l’ordre a été rétabli sans qu’il y ait eu répression, et voilà qu’on nous accuse à cause de cela ». Le 16 juillet, des piqueteros attaquent avec du feu, des poteaux et des pierres la Législature de Buenos Aires pour protester contre la réforme du Code du vivre-ensemble (Código de Convivencia) de la ville, sans que la police ne décide d’intervenir. Pour Fernández, ces attaques étaient l’œuvre de « groupes d’ultra-gauche qui donnent des arguments à la droite qui réclame de la répression ». Le 23 juillet, le ministre de la Justice Gustavo Béliz (es) dénonce l’existence de « mafias » voulant forcer son départ et accuse le secrétariat au Renseignement (Secretaría de Inteligencia, sigle SIDE) de manœuvres illégales et de corruption dans le cadre de ses opérations. Kirchner finit par décider de suspendre de ses fonctions le commissaire en chef de la police fédérale Eduardo Prados, après qu’il fut avéré qu’il y avait des policiers armés le jour des protestations à la Législature, de même que le ministre de la Justice Gustavo Béliz.
Le 28 juillet 2004, Nicolás Garnil, âgé de 17 ans, est enlevé alors qu’il se rendait à la messe avec sa mère, María Susana, dans la localité de Beccar (faubourg nord-ouest de Buenos Aires). Garnil fut libéré dans la localité de Garín (es), après 20 jours de captivité, moyennant paiement de 65 000 pesos argentins. Au lendemain de la libération, Susana Garnil rédige une lettre ouverte, dans laquelle elle impute au président Kirchner l’augmentation de l’insécurité et réclamait des mesures. Fernández rétorque à ces critiques, déclarant « qu’elles ne lui paraissaient pas heureuses. L’Argentine est ainsi faite qu’elle ne découvre la douleur que quand celle-ci la frappe ». L’opposition qualifie ces paroles de plaisanterie et de marques d’un manque de sensibilité face à une question qu’il n’était pas à même de résoudre. Finalement, Kirchner décide de transférer le secrétariat à la Sécurité intérieure vers la sphère de compétence du ministère de l’Intérieur.

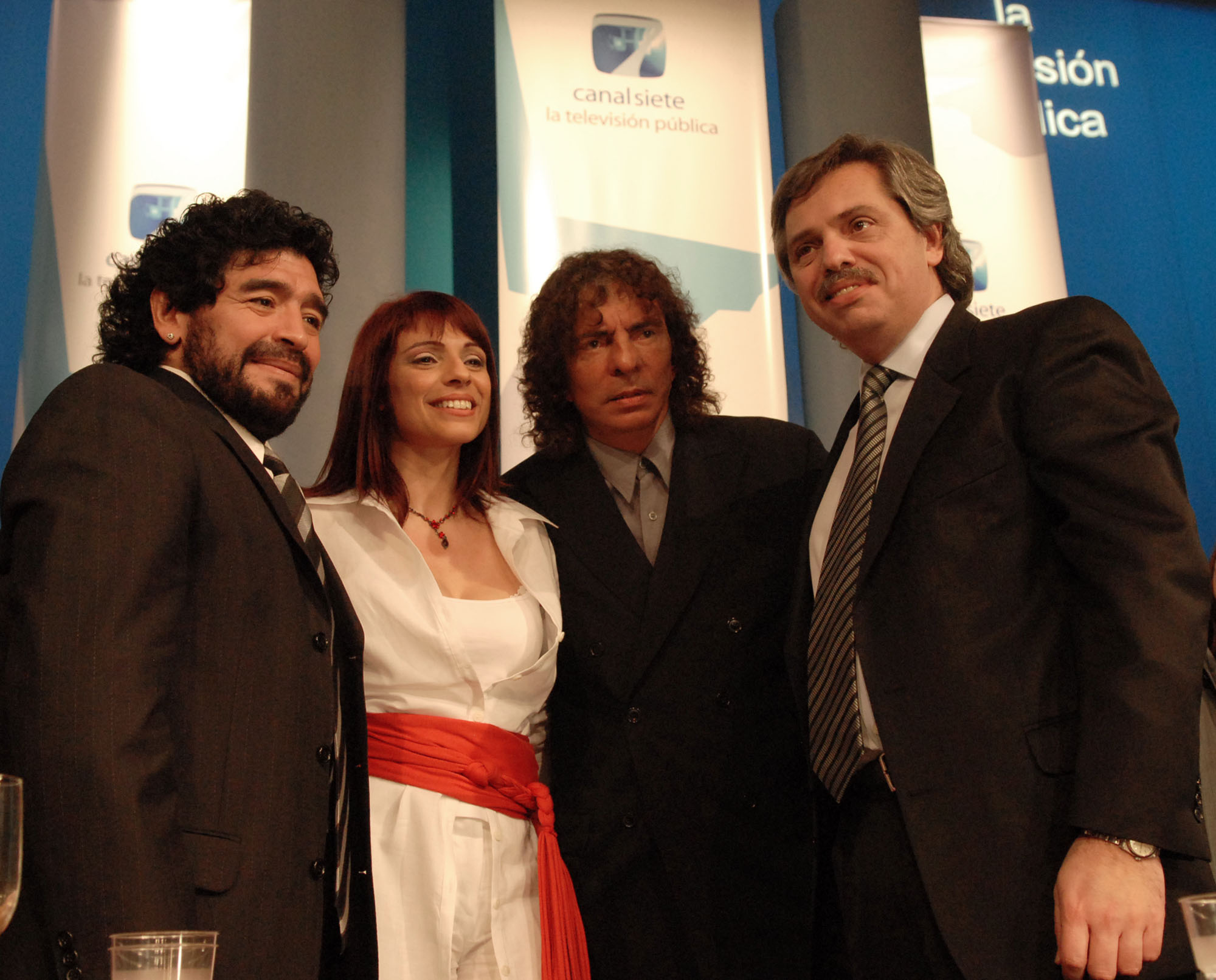
Diego Maradona,, Alejandro Dolina et Alberto Fernández lors de la presentation de la nouvelle programmation de Televisión Pública Argentina en 2006.

Le 12 décembre 2004, Fernández voyage en compagnie de la sénatrice et Première dame Cristina Fernández de Kirchner pour l’Espagne, afin de s’y entretenir avec le président du gouvernement d'Espagne José Luis Rodríguez Zapatero et obtenir son appui face au FMI en vue de la renégociation de la dette privée alors en défaut de paiement. Contre l’idée d’effacer la totalité de la dette envers le FMI, Fernández défendit son initiative et souligna « qu’il y a eu une décision très claire de faire baisser notre dette vis-à-vis des organismes internationaux et de ne pas le faire d’une façon irresponsable ». Le 3 mars 2005, le ministre de l’Économie Roberto Lavagna annonce que l’Argentine avait obtenu de la part des marchés financiers un taux d’adhésion de 76,07 % à la restructuration de sa dette. Fernández déclara que l’Argentine se trouvait devant « une occasion nouvelle » et que c’était là une preuve qu’on pouvait se tirer de situations critiques.
Le 23 février 2005, l’entreprise Southern Winds, propriétaire de LAFSA (Líneas Aéreas Federales Sociedad Anónima (es)), est accusée de trafic de drogue, dans lequel seraient compromis Martín Varsavsky, des fonctionnaires de la compagnie, ainsi que le haut commandement de la Force aérienne argentine, avec à sa tête le brigadier-général Carlos Alberto Rohde. Ces circonstances portèrent l’État argentin à ne pas renouveler l’accord SW-LAFSA à sa date d’échéance en mars 2005. Fernández s’en prend à l’opposition, soulignant que « vouloir impliquer le gouvernement national dans cette affaire était une véritable aberration » et affirmant que le gouvernement « n’avait pas connaissance de ce qui se passait ».
Le 17 avril 2005, Fernández est élu président du Parti justicialiste de Buenos Aires, avec en perspective une possible candidature comme chef du gouvernement de la capitale en 2007,.
Le 10 juillet 2006, Kirchner fait placer également le secrétariat à l'Environnement et le secrétariat aux Sports sous la tutelle du chef de cabinet.
Le 31 janvier 2007, la ministre de l'Économie Felisa Miceli décide de suspendre de ses fonctions à l'Institut national de statistique et des recensements (INDEC) Clyde Trabuchi, directrice des statistiques, et Graciela Bevacqua, directrice des indices des prix à la consommation, cette dernière ayant aussi dans ses attributions la mesure de l’inflation. L’opposition interprète cette décision comme une interférence dans l’organisme statistique et accusa le gouvernement d’exercer des pressions sur Bevacqua pour lui faire modifier le taux d’inflation. Fernández attribue ces critiques à des « manœuvres politiques » et déclare que l’affaire « avait été manipulée dans sa présentation par [le journal] Clarín ». Cependant, si l’inflation en janvier 2007 s’élevait à 1,1 % selon l’INDEC, des mesures privées calculaient un taux de 2,1 %. Des économistes comme Abel Viglione, de la Fondation d'enquêtes économiques lationaméricaines (FIEL), le député Claudio Lozano (es), et Camilo Tiscornia, de la firme Castiglione y Tiscornia (C&T Asesores), s’accordaient à dire qu’il y avait bien eu des modifications dans la méthode utilisée pour mesurer l’inflation.
Le 10 juillet 2007, à la suite d’une enquête du journaliste Claudio Savoia, la secrétaire à l’Environnement Romina Picolotti est accusée par le député José Adrián Pérez (es) de « malversation de biens publics et de fraude », d’irrégularités dans le recrutement de personnel et dans la gestion budgétaire, et plus spécialement d’avoir « embauché des membres de sa famille et des amis, avec des rémunérations dépassant les 8 000 pesos mensuels, de détourner des fonds vers la fondation ArgenINTA et de voyager en avions privés ». Face à ces accusations, Fernández déclare que Mme Picolotti était une « fonctionnaire honnête et quelqu’un de bien », et que si irrégularités il y a, il serait « le premier à prendre des mesures ». Le lendemain, Picolotti présenta un rapport de gestion à Fernández, après quoi celui-ci convoque une conférence de presse conjointement avec Picolotti, lors de laquelle il assure que « toutes les barbaries qui ont été dites sont fausses » et affirme qu’elles « sont une claire opération politique ». Il soutient que « sur le total des 306 nouveaux recrutés du mandat, 78 pour cent possède une formation universitaire » et justifia les nominations du frère de la fonctionnaire, Juan Picolotti, au poste de chef de cabinet du secrétariat, et de la cousine de Picolotti, Valeria Yaryez, comme coordinatrice sociale du bassin Matanza-Riachuelo, en alléguant que ces nouvelles recrues avaient de l’expérience dans le domaine environnemental. Concernant les rémunérations, il signala qu’il n’était pas fait état de salaires de 12 000 pesos ni de 25 000 pesos. Quant aux déplacements en avions privés, Fernández dit que Picolotti n’avait jamais utilisé ces services, et défend la dérivation de fonds budgétaires vers la fondation ArgenInta, soulignant que ces versements étaient « contrôlés par le Bureau de contrôle de la Nation et par le Commissaire aux comptes de la Nation, aucun de ces organismes n’ayant formulé d’observations ». Ultérieurement, il accusa l’article de Savoia d’être plein d’« imbécillités », le travail de n’être qu’une « pseudo-enquête », et son auteur d’être un « pseudo-journaliste ». Cependant, le Commissaire aux comptes de la Nation précise ensuite qu'il n’avait pas avalisé les recrutements, pour la raison qu'il n’avait jusqu’ici approuvé encore aucun rapport. L'Association des entreprises journalistiques argentines (Adepa) fait paraître un communiqué où elle condamne les dires de Fernández à l’encontre de Savoia, pendant que le Foro de Periodismo Argentino (Fopea) publiait une requête publique à l’adresse de Fernández, réclamant de celui-ci une « rétractation immédiate et une demande d’excuses » à Savoia. En décembre 2008, Romina Picolotti démissionne du secrétariat à l’Environnement, et en août 2014, la juge María Servini de Cubría engage sous l’inculpation d’« administration frauduleuse » une procédure judiciaire contre Picolotti, qui se voit infliger une amende de 450 000 pesos. Fernández déclare alors qu’il « ne connaissait pas le manège de la caisse noire » du secrétariat et que Picolotti « devait rendre des comptes de ses actes ».
Le 13 juillet 2007, Fernández est nommé directeur titulaire en représentation de l’État au sein du directoire de Papel Prensa S. A., société produisant le papier pour la presse. Le 16 juillet, Fernández désigne Jorge Rivas (es), président du Parti socialiste de la province de Buenos Aires, comme vice-chef de cabinet.

#### Sous le mandat de Cristina Fernández de Kirchner (2007-2008)

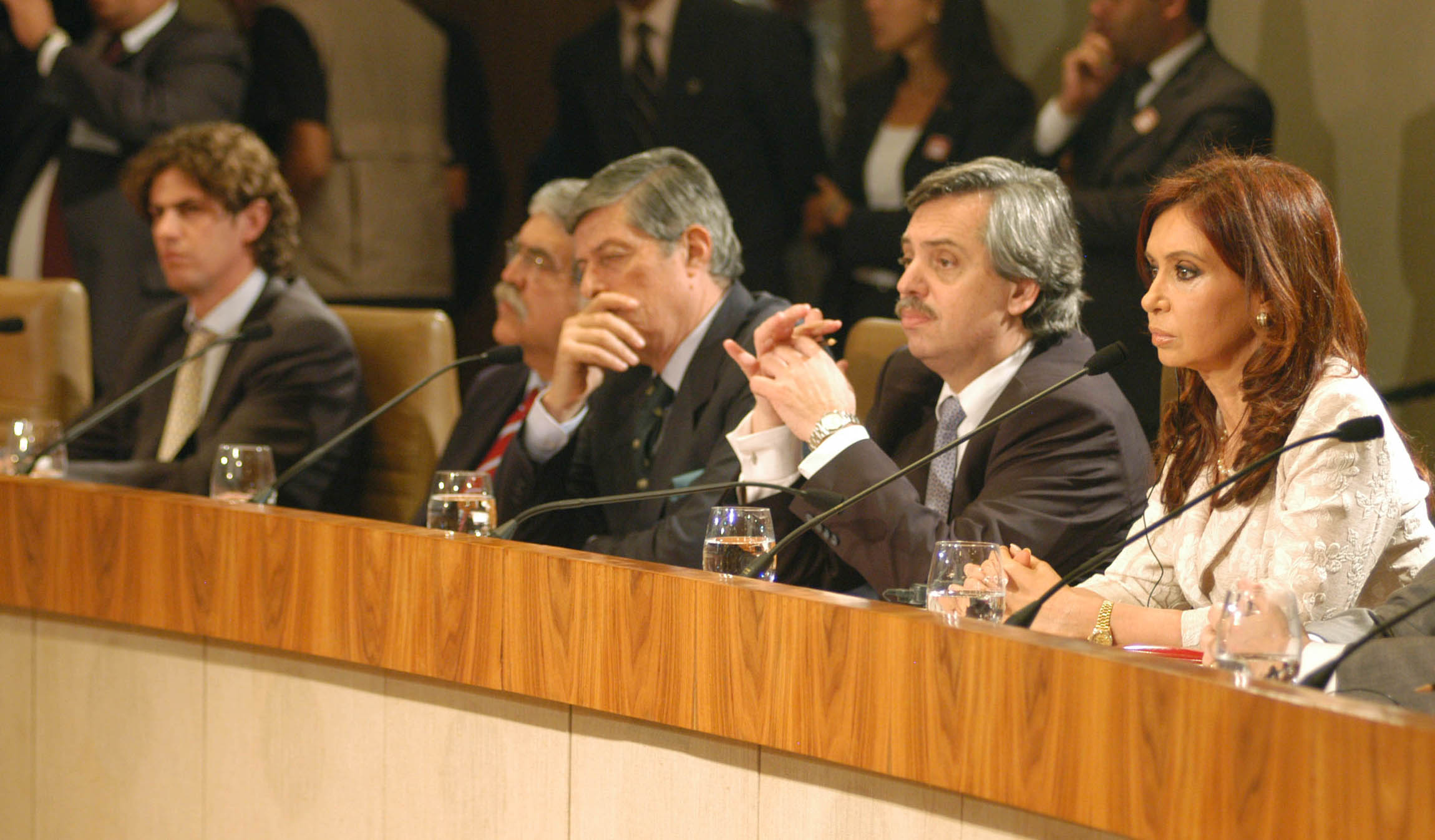
De droite à gauche : la présidente élue Cristina Fernández de Kirchner, le chef de cabinet Alberto Fernández, le ministre de la Planification Julio de Vido, et le futur ministre de l’Économie Martín Lousteau, lors d’une réunion de cabinet pendant la transition présidentielle de 2007.

Alberto Fernández est nommé directeur de campagne pour la candidature présidentielle de Cristina Fernández de Kirchner en vue des élections de 2007. Le 10 décembre 2007, Cristina Fernández, élue, succède à son mari Néstor Kirchner au poste de président de la Nation, et maintient Alberto Fernández dans ses fonctions.
Le 11 mars 2008, le ministre de l'Économie Martín Lousteau annonce la résolution no 125/2008 établissant un nouveau système de prélèvements fiscaux mobiles sur les exportations, dont la hausse se déciderait en fonction de l’évolution des prix internationaux. Dès le lendemain, les quatre organisations patronales du secteur agricole en Argentine — la Société rurale argentine (SRA), les Confédérations rurales argentines (es) (CRA), la CONINAGRO (es) et la Fédération agraire argentine (FAA) — font part de leur décision de déclencher une grève, laquelle en effet se prolongera pendant 129 jours,. Fernández est chargé de dialoguer avec la Bureau de liaison (Mesa de Enlace), pour tenter de débloquer un conflit qui débouchera sur la démission du ministre Lousteau le 24 avril, sur le renvoi du projet de loi au Congrès, et ultérieurement, sur son rejet par le Sénat le 18 juillet, après le vote négatif du vice-président Julio Cobos,.
Après le rejet par le Sénat de ce projet gouvernemental, des rumeurs circulent au sujet de la démission de Fernández, qui a lieu finalement le 23 juillet 2008, pour « permettre à la politique de Cristina Fernández de Kirchner de s’oxygéner »,, par la voie d’une lettre où il dit souhaiter la rénovation du cabinet ministériel et qui se terminait par le mot « sincèrement », suivi de sa signature,. Il est remplacé à son poste par Sergio Massa, qui renonce à sa place d’adjoint à la municipalité de Tigre.

### Période d’opposition au gouvernement kirchneriste
Après sa démission, Alberto Fernández s’éloigne du kirchnerisme et en devient l'un des critiques, s’en prenant en particulier au discours « épique » de Cristina Kirchner, à certaines mesures prises, telles que le carcan de change, et à des événements tels que la tragédie ferroviaire de l’Once, tout en continuant de défendre la politique de Néstor Kirchner,. En septembre 2008, il demande au gouvernement de « recourir à d’autres méthodes de mesure » de l’inflation et déclara qu’il était nécessaire de clarifier le travail de l’INDEC afin de « dissiper les doutes ». En décembre 2008, il défend le projet des Kirchner, mais ajoute qu’il y avait lieu de « corriger les choses et de changer, pour redresser le cap dévié ». En janvier 2010, Fernández accuse Cristina Kirchner de « faire pression sur les juges » et réclame des « politiques efficaces » contre la délinquance. En 2012, deux ans s’étant écoulés depuis la mort de Néstor Kirchner, il qualifie sa présidence de « positive » et reproche à Cristina d’avoir « jeté par-dessus bord tout ce qu’avait fait Néstor ». En 2013, il déclare que le projet gouvernemental de réforme de la justice constituait « une tentative de la subordonner au pouvoir exécutif » et que la démocratisation de la justice n’était qu’un « mensonge ».
Le 20 août 2009, Fernández est écarté de la présidence du Parti justicialiste de Buenos Aires et remplacé par le législateur (membre de l’assemblée législative de Buenos Aires) Juan Manuel Olmos,. En mars 2010, il fait savoir qu’il se présenterait comme candidat à la présidence en 2011. Après le décès de l’ancien président Néstor Kirchner le 27 octobre 2010, Fernández déclare : « j’ai perdu un ami ; je ressens une douleur immense. Nous perdons le meilleur président de [notre période] démocratique ». En août 2011, après la victoire de Cristina Kirchner aux élections primaires, Fernández se proclame oficialista, c’est-à-dire aux côtés du gouvernement en place, fait part de son intention d’être candidat présidentiel en 2015 et indique avoir « voté pour Cristina, en dépit de nos différends ». Le 13 mars 2012, Alberto Fernández est interrogé par le journaliste Marcelo Longobardi (es) dans son émission de C5N (es) Longobardi en vivo, lorsque la diffusion télévisée est interrompue. Fernández qualifie l’incident de « pénible » et prétend que la production de C5N avait reçu des « appels de fonctionnaires du gouvernement et un ordre de la part de la direction de la chaîne ».
Le 24 mai 2012, il fonde son propre parti, le Parti du travail et de l’équité (Partido del Trabajo y la Equidad, acronyme : Parte). Aux élections législatives de 2013, Fernández se présente comme candidat à un siège de sénateur national pour la ville de Buenos Aires. En 2013, il rejoint le Frente Renovador (es), collabore en 2015 à la campagne électorale pour la candidature présidentielle de Sergio Massa,,, et en 2017, il est nommé directeur de campagne pour la candidature de l’ancien ministre de l’Intérieur Florencio Randazzo à un siège de sénateur pour Buenos Aires sous l’étiquette du Frente Justicialista Cumplir (es),.

### Candidature à la présidence en 2019

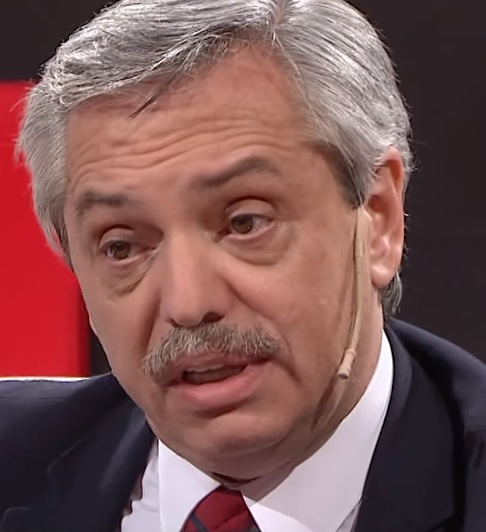
Alberto Fernández en juillet 2019.

Dans le courant de 2018, Alberto Fernández revient au kirchnerisme, en lançant des appels à l’unité et au débat, et se faisant désormais le porte-parole de l’ex-présidente Cristina Kirchner. En janvier 2018 en effet, après dix années, il eut un entretien avec Cristina Kirchner, afin de rapprocher leurs positions. Il déclara à l’issue de la réunion : « J’ai pris cela comme des retrouvailles humaines plutôt que politiques, car chacun continue de penser ce qu’il pense ». En janvier 2019, il accorde une interview au journal La Nación, où il dit maintenir ses critiques, caractérisant le premier mandat de Cristina Kirchner comme « progressiste » et le deuxième comme une « gouvernance faible », mais aussi qu’il avait eu en face de lui « une Cristina plus réfléchie », et qu’un accord était possible avec l’ancien chef de cabinet Sergio Massa.
En 2018, après une rencontre avec Cristina Kirchner, il réintègre le kirchnérisme. Le 18 mai 2019, Cristina Kirchner valide sa candidature à la présidence de la Nation dans la perspective de l'élection présidentielle de 2019, sous la bannière de l’alliance électorale Front de tous. En matière de politique intérieure, Alberto Fernández préconise de réviser les verdicts rendus dans les affaires de corruption contre d’anciens fonctionnaires kirchnéristes, de renégocier les accords conclus entre le Fonds monétaire international et le gouvernement de Mauricio Macri, de dépénaliser l’avortement, de créer cinq nouveaux ministères (des Sciences, de la Santé, du Travail, du Logement et de la Femme), de réguler le capitalisme nomade, de dédollariser les tarifs des services publics, et de supprimer les prélèvements sur les exportations. En politique extérieure, il appuie une sortie dialoguée de la crise politique en cours au Venezuela, dit vouloir réviser l’accord Mercosur-Union européenne, et prône un rapprochement avec le Brésil, les États-Unis et la Chine.
En février 2019, il est nommé membre de la Commission d’action politique du Parti justicialiste. Le 9 mai, Cristina Kirchner présente son livre Sinceramente à la Foire du livre de Buenos Aires, présentation au cours de laquelle elle remercie Fernández de lui avoir donné l’idée d’écrire un livre où elle évoquerait sa vie et sa présidence,.
Le 18 mai 2019, Cristina Fernández de Kirchner annonce sa formule électorale, composée d’Alberto Fernández comme pré-candidat à la présidence, et d’elle-même comme pré-candidate à la vice-présidence, en vue des élections primaires, préalables à l’élection présidentielle proprement dite. Le 20 mai, Fernández indique son intention de réviser les sentences prononcées à la suite de l’enquête judiciaire pour corruption contre d’anciens fonctionnaires du gouvernement kirchnériste. Le premier rassemblement électoral de sa campagne présidentielle a lieu dans la province patagonienne de Santa Cruz, où il côtoya la gouverneure Alicia Kirchner, belle-sœur de l’ancienne présidente. Le 31 mai, il a une entrevue avec l’ancien président de la République orientale d'Uruguay, José Mujica, qu’il nomma « un vieil ami », et avec le candidat à la présidence uruguayenne au nom du gouvernement en place, Daniel Martínez.
Le 3 juin, Fernández est admis au centre médical Otamendi, à l’origine pour un simple contrôle médical, mais y resta finalement 48 heures en raison d’une infection pulmonaire. Le 12 juin, Alberto Fernández et Sergio Massa parviennent à un accord en vue de former une alliance appelée Frente de Todos. L’accord conclu, Massa retire sa candidature présidentielle et annonce qu’il se présentera au titre de premier candidat à un siège de député national pour la province de Buenos Aires. Le 27 juin, Fernández rencontre le directeur du Département de l’hémisphère occidental du Fonds monétaire international (FMI) Alejandro Werner, et réclama une « reformulation » de l’accord obtenu entre le FMI et le gouvernement de Mauricio Macri. Le 4 juillet, il rend visite à l’ancien président brésilien Lula da Silva, emprisonné pour corruption et blanchiment d'argent.
Le chercheur Christophe Ventura  indique : « Le Frente de Todos propose une renégociation de la dette, une implication plus forte de l’État dans la régulation et l’investissement économiques, une consolidation du marché intérieur argentin passant par une redistribution plus accrue des revenus et le développement de la production nationale. Ce programme est inspiré par une vision keynésienne contre la doxa néolibérale symbolisée par Mauricio Macri. Pour autant, ce n’est pas un programme révolutionnaire et Alberto Fernandez ne souhaite ne pas se mettre à dos le patronat et les acteurs financiers mondiaux, afin de ne pas subir d’attaques spéculatives sur la dette et la monnaie nationales ».
Le 11 août, il remporte la première place aux élections primaires de 2019, avec 47,61 % des voix, contre 32,12 % pour le président sortant Mauricio Macri.
Le 27 octobre, il est élu président au premier tour avec 48,24 % des voix, contre 40,28 % pour Mauricio Macri.

### Président de la Nation

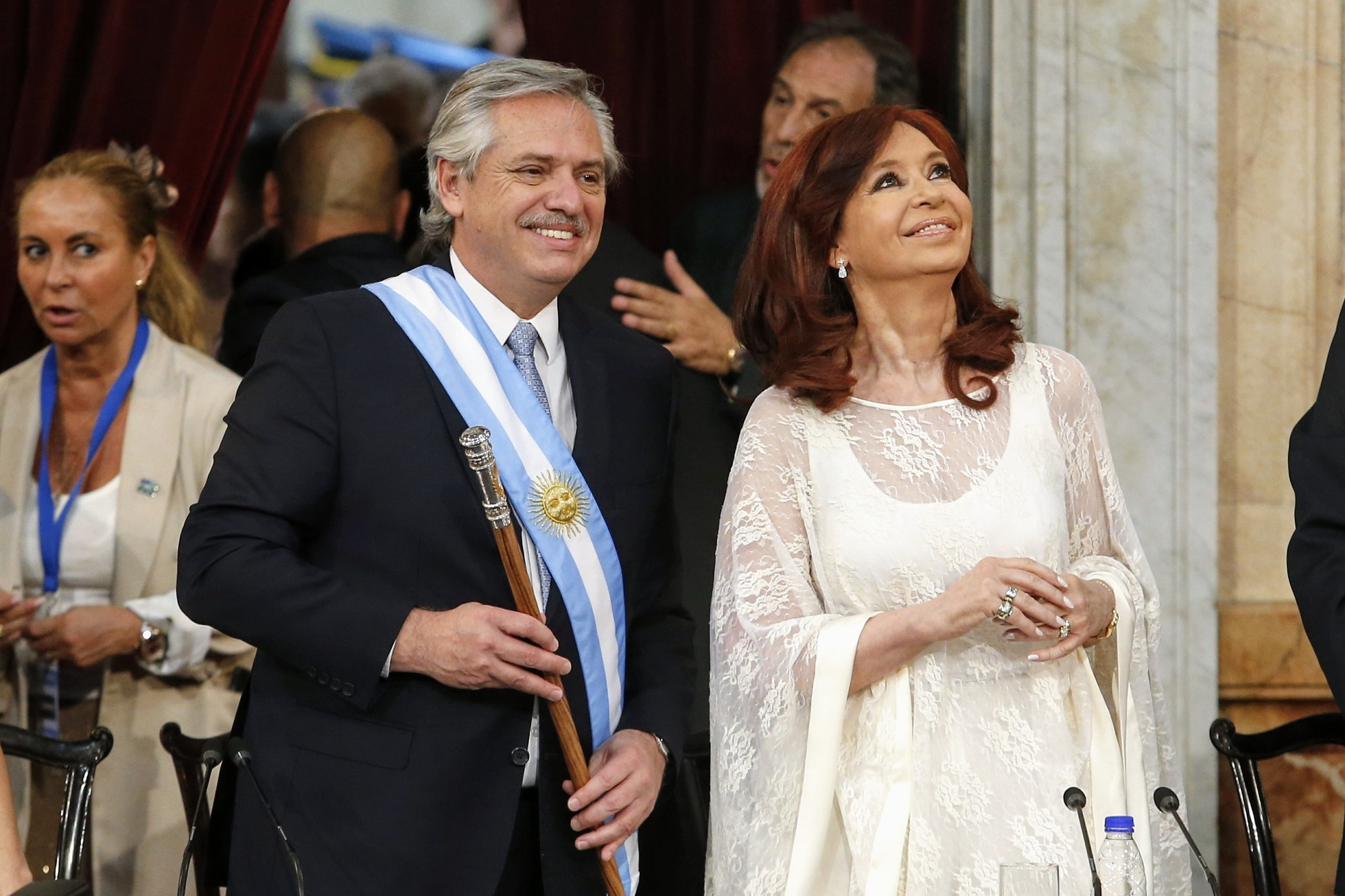
Alberto Fernández et Cristina Fernández de Kirchner lors de leur investiture.

Alberto Fernández est investi président de la Nation argentine le 10 décembre 2019.

#### Diplomatie
Les rapports d'Alberto Fernández sont tendus avec le président brésilien Jair Bolsonaro, qui refuse de se déplacer pour son investiture, l'accusant de vouloir créer une « grande patrie bolivarienne » à la frontière et de s’apprêter à provoquer une fuite des capitaux et entreprises brésiliennes. Les États-Unis lancent un avertissement au gouvernement argentin, déclarant : « Nous voulons savoir si Alberto Fernández va être un avocat de la démocratie ou un apologiste des dictatures et des caudillos de la région, que ce soit Maduro, Correa ou Morales ». Donald Trump décide d'augmenter les taxes sur les exportations d’acier argentin.

#### Politique économique et sociale
Prenant ses fonctions dans un contexte de forte crise économique (taux de pauvreté de 40 %, récession de 3,1 % pour l'année 2019, inflation de 55 %), Alberto Fernández annonce une série de mesures d'urgence économique : hausse des impôts pour les plus fortunés et la classe moyenne, avantages fiscaux pour les plus démunis, gel des tarifs des services publics pendant six mois, instauration d'une taxe de 30 % sur l'achat de devises étrangères ou encore hausse des taxes sur le secteur de l’agriculture. Le gouvernement lance également un plan de lutte contre la faim via la distribution de bons alimentaires pour plus de deux millions de personnes, et le salaire minimum bénéficie d'une augmentation.
Le Parlement vote un projet de loi visant à restructurer la dette du pays auprès des instances internationales, qui s'établit à 91 % en 2019. En mars 2020, afin de réduire le déficit public, le gouvernement augmente les taxes sur les exportations de soja de trois points, les passant de 30 à 33 %, pour les producteurs de plus de 1 000 tonnes de soja par an. Dans le même temps, les taxes sur les exportations de ceux produisant moins de 1 000 tonnes (soit près de 75 % des producteurs) sont plafonnées à 30 %. Cette décision provoque un mouvement social de protestation et de grève de la part de quatre fédérations patronales, qui suspendent la commercialisation de leur production.
Un accord de rééchelonnement de la dette argentine est signé le 3 mars 2022 avec le Fonds monétaire international pour éviter un défaut de paiement sur un prêt de 57 milliards de dollars accordé en 2018 par l'institution financière. L’accord impose une réduction des déficits publics, une hausse des taux d’intérêt et des coupes significatives dans les subventions à l'énergie. Le président argentin assure qu'aucune mesure d’austérité ne sera prise sur le plan social : « tous les droits de nos retraités seront préservés » et « aucune réforme du droit du travail » ni de « privatisation d’entreprises publiques » ne sont envisagées. L'aile gauche de la coalition péroniste du Frente de todos, dont la vice-présidente Cristina Fernandez de Kirchner, conteste cet accord, affirmant dans une lettre ouverte qu'il signifie « non seulement la déroute du peuple qui va souffrir des conséquences de ce pacte mais aussi une douloureuse déroute politique », et plaide pour plus de dépenses sociales face à un taux de pauvreté de 37 %. Selon ses opposants, le document s’appuie sur plusieurs hypothèses obsolètes dans un contexte national et international hautement inflationniste qui, dès le départ, ne permettra pas d’atteindre l’objectif de croissance pour pouvoir rembourser. L'accord est finalement ratifié par le Sénat et la Chambre des députés.
Les organisations sociales et syndicales, dont le soutien au gouvernement s'est réduit à mesure que se détériore la situation économique et sociale, manifestent pour exiger des mesures contre l'inflation galopante et la pauvreté, notamment l'instauration d'un revenu universel,.
Dans le cadre de son déplacement à la COP26 de Glasgow de novembre 2021, Alberto Fernández propose la création d'un mécanisme de conversion de dettes en investissements environnementaux, pour aider les pays pauvres dans leur transition écologique. Les pays concernés pourraient ainsi annuler une partie de leur dette souveraine à condition d'investir les sommes économisées dans la lutte contre le changement climatique.
L'Argentine renoue avec la croissance en 2021 (+10,4 %) après trois années de forte récession, le taux de chômage passe de 13 % en 2020 à 7 % en 2022 et la pauvreté recule de 5 points en un an (42 % à 37 %). En revanche, l’inflation annuelle dépasse les 60 %, étant alimentée par la guerre en Ukraine. Pourtant, l’Argentine n'est en rien dépendante du blé ukrainien : le pays est le huitième exportateur mondial, mais les fabricants se sont alignés sur les prix à l’international, à la hausse. Dès la mi-mars, Alberto Fernández décide de mener une « guerre contre l’inflation » et annonce plusieurs mesures, comme la création d’un fonds destiné à subventionner le prix de la farine, et des « prix surveillés » sur les produits de première nécessité.

#### Légalisation de l'avortement
Un an après son investiture, le 11 décembre 2020, la Chambre des députés vote en faveur d'un projet de loi prévoyant la possibilité d'avorter jusqu'à la quatorzième semaine (131 voix pour, 117 contre), ce qui était l'une des promesses d’Alberto Fernández, devenu le premier président argentin ouvertement favorable à la légalisation de l'avortement. Le projet est ensuite transmis au Sénat pour son approbation définitive. Le 30 décembre, le Sénat adopte le projet de loi avec 38 votes pour et 29 votes contre (une abstention), faisant de l'Argentine le quatrième pays d'Amérique latine à approuver l'IVG sans conditions après Cuba (1965), le Guyana (2006) et l'Uruguay (2012). Dans le même temps, le gouvernement crée une allocation destinée à soutenir les mères de famille pendant leur grossesse et les trois premières années de l’enfant, afin notamment de réduire le nombre d’avortements pour raisons économiques. Il crée par ailleurs un ministère du Droit des femmes et promulgue une nouvelle loi portant sur l’éducation sexuelle dans les écoles.

#### Pandémie de Covid-19
Le début du mandat d'Alberto Fernández coïncide avec le déclenchement de la pandémie de Covid-19.
Fernández réagit tôt face à l'épidémie, décrétant la fermeture totale des frontières le 15 mars, la suspension des cours pour tous les élèves le 16, puis le confinement des habitants du pays à partir du 20 mars. Certains prisonniers sont libérés pour désengorger les prisons et y limiter la propagation du virus, ce qui suscite une controverse dans le pays.
Le gouvernement met en place une série de mesures économiques — construction de huit hôpitaux d’urgences modulaires, augmentation des aides aux familles pauvres, aux retraités, aux chômeurs et aux femmes enceintes sans ressources financières, plafonnement des prix des médicaments et de 50 catégories de produits de première nécessité, aide financière aux petites entreprises — pour réduire l’effet du confinement sur l’économie. Plus de 220 000 entreprises ont demandé à l'État un soutien financier pour éviter la faillite. Toutefois, dans un pays où plus d'un tiers des emplois sont informels et où près de 4 millions de personnes vivent dans des bidonvilles, la quarantaine fait craindre une hausse de la pauvreté. Selon Felipe Bosch analyste du Groupe d’études géopolitiques de l’École normale supérieure, « moins de 10 % des habitants de ces quartiers ont accès aux services de base, comme l’eau courante ou un système d’évacuation des eaux usées. Dans un contexte de crise, il est quasi impossible de suivre toutes les recommandations sanitaires. » Le groupe péroniste au Parlement dépose un projet de loi pour créer un impôt, payé une fois, qui s'appliquerait « à environ 200 personnes et 200 entreprises » les plus riches du pays. Il permettrait de récolter 2,5 milliards de dollars. Les fonds récoltés seront utilisés « pour du matériel médical, de la nourriture pour les plus vulnérables ».
L'Argentine signe en décembre 2020 un accord avec la Russie prévoyant la livraison de dix millions de doses du vaccin Spoutnik V.
L’Argentine a été le premier pays à accueillir les essais cliniques à grande échelle du laboratoire Pfizer. Des négociations sont aussitôt entreprises pour l’achat de 13,2 millions de doses, dont 1 million avant la fin de l’année 2020. En juin 2021, 11 millions sur 45 millions d'Argentins ont été totalement vaccinés. Les négociations pour l’achat de vaccins Pfizer-BioNTech n’ont pas abouti. Le directeur de Pfizer Argentine, Nicolas Vaquer, évoque des blocages législatifs devant les députés qui lui opposent qu’il n’y a pas eu de problème avec les autres laboratoires et "que l’Argentine a permis à Pfizer de faire des essais cliniques sur son territoire en août 2020" . Les conditions posées par Pfizer, qui exigeait que la loi argentine soit amendée pour s’assurer une solide immunité juridique en cas d’effets nocifs du vaccin et même en cas de négligence, de fraude ou de malveillance, ont été rejeté par le gouvernement argentin. D'après le Bureau of investigative Journalism, le laboratoire Pfizer aurait manié « l’intimidation » et le « harcèlement de haut niveau » dans ses négociations avec des gouvernements latino-américains, notamment l'Argentine.

#### Fin de la présidence
En accord avec la Constitution, Alberto Fernández est éligible pour un second mandat. Plombé par l'aggravation de la crise économique qui voit son taux d'impopularité grimper à 70 % dans les sondages d'opinions, il est également remis en cause dans les milieux kirchnéristes qui font pression pour qu'il laisse la place à une nouvelle personnalité bénéficiant d'une meilleure image lors de l'élection présidentielle d'octobre 2023. Il finit ainsi par annoncer le 21 avril 2023 ne pas être candidat à sa réélection. Javier Milei, député et dirigeant du Parti libertarien (PL) et de la coalition La liberté avance (LLA), arrive largement en tête des primaires, et l'emporte au second tour l'élection présidentielle face au candidat péroniste et ministre de l'Économie, Sergio Massa, avec 55,7 % des suffrages exprimés.
Le bilan économique de son gouvernement est jugé « particulièrement catastrophique » avec plus de 140 % d'inflation, 40 % de taux de pauvreté, une croissance en berne, des réserves de la banque centrale au plus bas et un énorme déficit du budget de l'État,. Ayant hérité d'une économie en crise, le gouvernement attribue ces difficultés au poids d’une dette colossale contractés auprès du Fonds monétaire international pendant la présidence de son predecesseur Mauricio Macri, qui a limité sa marge de manœuvre, ainsi qu'à des événements externes, tels que la pandémie de Covid-19, les conséquences de la guerre en Ukraine sur le prix de l'énergie ou une sécheresse historique aux effets dévastateurs sur une économie très dépendante du secteur agricole. La renégociation de l'accord avec le FMI, en échange de nouvelles mesures d'austérité, a conduit à une crise politique avec sa vice-présidente Cristina Fernandez de Kirchner et l'aile gauche des péronistes, qui se sont opposés à ce choix. Sa vice-présidente a défendu une vision politique plus marquée à gauche, impliquant davantage de dépenses publiques, tandis qu'Alberto Fernandez, qui se décrit comme un « libéral progressiste », a porté un projet plus centriste, fondé sur des principes de discipline budgétaire.

#### Controverses
Alberto Fernández s'est engagé dans des différends avec des utilisateurs sur Twitter avant sa présidence, dans lesquels ses réactions ont été considérées comme agressives ou violentes par certains,,. Des tweets le montrent répondant à d'autres utilisateurs avec des jurons tels que pelotudo (argot argentin pour « couillon »),, pajero (« branleur »), et hijo de puta (« fils de pute »),. Il a également appelé le candidat à la présidentielle José Luis Espert Pajert, un jeu de mots entre son nom de famille et l'argot argentin pour « branleur ».
Le 9 juin 2021, lors d'une conférence de presse aux côtés du Premier ministre espagnol Pedro Sánchez à la Casa Rosada, le président argentin déclare : « Je suis un européiste. Je suis quelqu'un qui croit en l'Europe […]. Les Mexicains descendent des Indiens, les Brésiliens sont sortis de la forêt vierge, mais nous, les Argentins, nous descendons de bateaux, et c'étaient des bateaux qui venaient de là-bas, d'Europe. Et c'est ainsi que nous avons construit notre société ». Face à la polémique qui suit cette déclaration jugée raciste sur les origines des Argentins, Mexicains et des Brésiliens, Alberto Fernández présente des excuses publiques.

### Après la présidence
Le 6 août 2024, Alberto Fernández est accusé de coups et menaces, ainsi que de harcèlement psychologique par son ancienne compagne Fabiola Yañez, qui fut Première dame d'Argentine durant sa présidence. Le 14 août, Le parquet fédéral argentin requièrent, l'inculpation de Alberto Fernandez pour « coups et blessures avec circonstances aggravantes ». Il est notamment accusé d’avoir assené un coup de pied dans le ventre de son ex-femme alors qu’elle était enceinte de leur enfant, Francisco.
Cette plainte est révélée dans le cadre d'une enquête pour corruption contre l’ex-président. Celui-ci est visé dans une affaire de malversation de fonds présumée pendant sa présidence, liée à des contrats d’assurances pour différents ministères ou organismes d’Etat.

## Publications
- Juicio a la impunidad (1985), en collaboration avec Mona Moncalvillo et Manuel Martin.
- Defensa de la democracia: Nuevo enfoque sobre la represión de los delitos que atentan contra el orden constitucional (1985), en collaboration avec Alberto Piotti (es).
- Autoría y participación criminal (1987), en collaboration avec Jaime Malamud Goti.
- Elementos de derecho penal y procesal penal (1988), en collaboration avec Esteban Righi, Luis Pastoriza et Enrique Bacigalupo.
- Derecho penal: la ley, el delito, el proceso, la pena (1996), en collaboration avec Esteban Righi.
- Pensado y escrito. Reflexiones del presente argentino y dilemas de una sociedad fragmentada, Barcelone, Ediciones B, 2010.
- Políticamente incorrecto. Razones y pasiones de Néstor Kirchner, Barcelone, Ediciones B, Grupo Zeta, 2011, 304 p. (ISBN 9789876272681).